# 링구아 이그노타

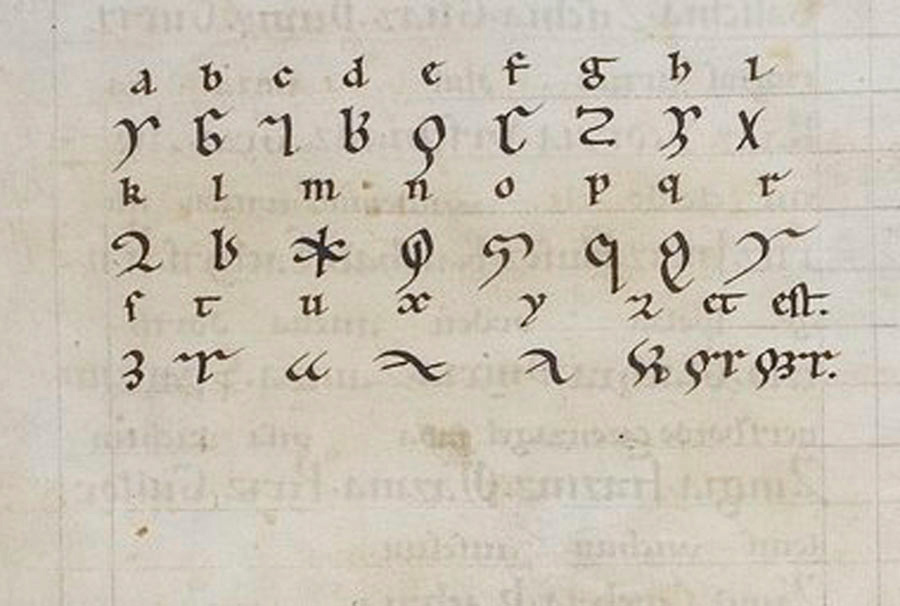

링구아 이그노타(Lingua Ignota)는 12세기 독일의 수도원장이자 로마 가톨릭교회 성인인 힐데가르트 폰 빙겐이 만든 비밀언어(인공어)이다. 링구아 이그노타란 라틴어로 미지의 언어라는 뜻이며, 문헌기록으로 남아있는 알려진 가장 오래된 인공어이다. 리테라이 이그노타이(미지의 문자)라는 23개의 알파벳을 쓴다.
링구아 이그노타는 자체로서 언어적 완결성을 갖추었다기보다는 기존 언어의 체계(라틴어)를 두고 비밀 낱말을 섞어 쓰는 구조이다. 그가 남긴 문서를 통해 약 1011개의 낱말이 알려져 있으며, 품사로 보면 명사가 거의 대부분이며 형용사가 조금 있다. 낱말의 어원은 기존 언어에서 빌려오지는 않았으나, 낱말의 음운론적 특질에서 라틴어의 영향을 받았다. 힐데가르트 폰 빙겐은 링구아 이그노타를 신비주의적 목적으로 썼다고 생각된다.

## 상용구
최초 30개 항목(Roth 1880 이후):
- Aigonz: deus (God)
- Aieganz: angelus (angel)
- Zuuenz: sanctus (saint)
- Liuionz: salvator (saviour)
- Diueliz: diabolus (devil)
- Ispariz: spiritus
- Inimois: homo (human being)
- Jur: vir (man)
- Vanix: femina (woman)
- Peuearrez: patriarcha
- Korzinthio: propheta
- Falschin: vates
- Sonziz: apostolus
- Linschiol: martir
- Zanziuer: confessor
- Vrizoil: virgo (virgin)
- Jugiza: vidua (widow)
- Pangizo: penitens
- Kulzphazur: attavus (great-great-great-grandfather)
- Phazur: avus (grandfather)
- Peueriz: pater (father)
- Maiz: maler (sic, for mater, mother)
- Hilzpeueriz: nutricus (stepfather)
- Hilzmaiz: noverca (stepmother)
- Scirizin: filius (son)
- Hilzscifriz: privignus (stepson)
- Limzkil: infans (infant)
- Zains: puer (boy)
- Zunzial: iuvenis (youth)
- Bischiniz: adolescens (adolescent)

## 같이 보기
- 예술어